# Station Saint-Mariens - Saint-Yzan
Station Saint-Mariens-Saint-Yzan is een spoorweghalte in de Franse gemeente Saint-Yzan-de-Soudiac.